# 적 (악기)
적(篴)은 세로로 부는 한국 전통 관악기이다. 죽부악기이며, 아악기이다. 대나무에 구멍을 뚫어 세로로 분다.
지공은 뒤에 하나, 앞에 다섯 개가 있다. 12율 4청성을 낸다. 고려 예종 때 송나라의 대성아악을 수입할 때 약과 같이 들어왔으며, 예전에는 지처럼 악기 끝에 십자공을 뚫었으나, 지금은 단소처럼 관통되게 만든다. 지금도 문묘 제례악에서만 쓴다.
대나무로 길이 1자 6치, 안지름 7푼으로 뒤에 1개, 앞에 5개의 구멍(指孔)을 파고 통소와 같이 세로 분다. 뒤에 있는 제1공은 왼손 엄지로, 앞에 있는 제2공은 왼손 식지로, 제3공은 왼손 장지로, 제4공은 오른손 식지로, 제5공은 오른손 장지로, 제6공은 오른손 무명지로 짚는다. 음넓이는 황종에서 협종까지이고 문묘악에 쓰여 12율 4청성을 내기 때문에 구멍을 절반 열기도 하는 주법을 쓴다.

## 같이 보기
- 박연